# Bayano Kamani
Bayano Kamani (* 17. April 1980 in Houston, Vereinigte Staaten) ist ein panamaischer Leichtathlet, der 2004 bei den Olympischen Spielen den fünften Platz im 400-Meter-Hürdenlauf belegte. 
Kamanis Vater kam aus Panama, seine Mutter aus Barbados. Kamani trat zuerst für die Vereinigten Staaten an, erst 2003 übernahm er die Staatsangehörigkeit seines Vaters. Als Student der Baylor University siegte er 1999 und 2001 bei den NCAA-Studentenmeisterschaften, bei der Universiade 1999 belegte er für die USA in 48,74 Sekunden den zweiten Platz hinter dem Polen Paweł Januszewski. 
Bei seiner ersten großen Meisterschaft im Trikot Panamas gewann er 2003 die Südamerikameisterschaft in Barquisimeto. Im Jahr darauf steigerte er seine persönliche Bestzeit und den panamaischen Landesrekord auf 48,23 Sekunden, im Endlauf der Olympischen Spiele belegte er in 48,74 Sekunden den fünften Platz. Bei den Weltmeisterschaften 2005 in Helsinki gewann er sein Halbfinale in 47,84 Sekunden, der schnellsten Zeit seiner Karriere. Im Finale kam er aus dem Tritt und belegte in 50,18 Sekunden den siebten Platz. 2006 gewann er die Zentralamerika- und Karibikmeisterschaften in 49,44 Sekunden. 2007 belegte er bei den Panamerikanischen Spielen in 48,70 Sekunden den zweiten Platz hinter dem Kanadier Adam Kunkel. Bei den Weltmeisterschaften 2007 schied Kamani im Halbfinale aus, genau wie ein Jahr später bei den Olympischen Spielen 2008 in Peking.
Bei einer Körpergröße von 1,88 m beträgt sein Wettkampfgewicht 79 kg.